# Atheliachaete
Atheliachaete Spirin & Zmitr. – rodzaj grzybów z rodziny korownicowatych.

## Systematyka i nazewnictwo
Pozycja w klasyfikacji według Index FungorumPhanerochaetaceae, Polyporales, Incertae sedis, Agaricomycetes, Agaricomycotina, Basidiomycota, Fungi.
Gatunki
- Atheliachaete andina (Jülich) Ţura, Zmitr., Wasser & Spirin 2011
- Atheliachaete galactites (Bourdot & Galzin) Ţura, Zmitr., Wasser & Spirin 2011
- Atheliachaete sanguinea (Fr.) Spirin & Zmitr. 2011 – tzw. korownica krwawa

Nazwy naukowe na podstawie Index Fungorum. Nazwa polska według Władysława Wojewody.